# Sajun
Sajun (arapski: سيئون), je grad na jugu Jemena, udaljen oko 450 km jugoistočno od glavnog grada Sane. Grad ima oko 75, 700. stanovnika (popis iz 2006. ), nalazi se u jemenskoj muhafazi (pokrajini) Hadramautu.  
Grad leži u dolini Vadi Hadramauta najvećem povremenom vodotoku i najvećoj kotlini u Jemenu duž obala Indijskog oceana.

## Povijest grada
Sajun je još i danas najveći grad na Vadi Hadramautu sa svojih 75 700 stanovnika, u prošlosti je bio daleko značajniji grad.  Jer je nekada bio važno odmorište na antičkom karavanskom putu koji je vodio prema istočnom lukama na moru Vadi Masili i Shiru.
Planinsko pleme Hamdani iz okolice Sane provalilo je do Vadi Hadramauta i osvojilo Sajun 1494. godine. Njihov vođa je bio Amir Badr Ibn Tawariq Kathiri, osnivač dinastije Kathiri, koji su kao sultani vladali gradom i okolicom od 1516. do stjecanja nezavisnosti 1967.
Masivna Sultanova Palača, s četiri ugaone kule, stoji u starom dijelu Sajuna, to je najveća zgrada od adobe opeke u Vadi Hadramautu. Podignuta je 1873., a obnovljena je 1926. godine. Danas je u njoj smješten arheološki muzej s nalazima iz Rajbuna, jednog od najvažnijih arheoloških nalazišta u Jemenu.
Sajun je bio sjedište britanskog vazalnog Sultanata Kathiri u okviru Protektorata Aden. Današnji Sajun je poznat i legendaran po svojoj tržnici, a pokraj grada nalazi se Zračna luka Sajun.

## Vanjske poveznice
- TravBuddy LLC: Seiyun and surroudings (fotografije iz Sajuna)  Arhivirana inačica izvorne stranice od 5. ožujka 2016. (Wayback Machine)